# 藍田站 (香港)
藍田站（英語：Lam Tin Station）位於香港九龍觀塘區鯉魚門道以南草灣白泥山山坡，是港鐵觀塘綫的鐵路車站，於1989年8月9日啟用。
- 進入藍田站的架空路軌（2020年8月）

## 車站構造
藍田站是一個架空、地底混合車站，基於地勢因素，藍田站建於山坡之上，靠近觀塘站一方的路軌為架空；而靠近油塘站一方的路軌則建於地面，但由於車站採用密封式設計，容易讓身處於車站內的乘客誤會自己身處地底。不過市民可以從鯉魚門道路面觀察，看到車站建於山坡上。由於車站上蓋物業是滙景花園第9–17座，故此車站月台及大堂的支柱比其它車站為粗，以支撐車站上方的物業。

### 樓層
| -                 | 行人通道 | A出口 |   |  |
| G                 | 大堂     | 客務中心、商店、自助服務                                                                                                |   |  |
| L1                | 月台     | \| \| \| 觀塘綫往調景嶺（油塘） \| 1 \| \| \| 島式 · 開右邊车门 \| \| \| \| \| \| \| 2 \| 觀塘綫往黃埔（觀塘） \| \| \| |   |  |
|                   |          | 觀塘綫往調景嶺（油塘）                                                                                                  | 1 |  |
| 島式 · 開右邊车门 |          | |   |  |
|                   | 2        | 觀塘綫往黃埔（觀塘） |   |  |

### 大堂
由於車站擁有權問題，藍田站於1989-2011年期間除了恆生銀行外並未設有其他類別商店，故曾成為港鐵系統中最少商店的車站。隨著港鐵獲得車站擁有權，2010年7月進行了加建兩間商店的工程，並且將大堂內的票務設施位置作出改動，所有工程於2010年10月中完成。
此外，藍田站也設有自助服務設施以及港鐵「會員服務站」。
- 車站大堂（2025年1月）

### 月台
藍田站設有一座島式月台，兩個月台均已裝設月台幕門。由於藍田站與觀塘綫過海段同期興建，故車站月台的焗漆板亦設有站名書法字，成為首個擁有站名書法字的非港島綫車站及觀塘綫車站。
由於計算錯誤，月台路軌旁的廣告燈箱比其他車站較高，與月台乘客的視角並非處於同一水平，而燈箱之間的距離也較大。此外，路軌與廣告燈箱之間亦留有較闊的空間作為逃生或供維修時使用，亦為首個使用此設計的前地鐵車站，隨後前地鐵路綫新建的車站及行車隧道均採用此設計。
- 1、2號月台（2022年5月）
- 連接月台及大堂的扶手電梯（2022年5月）

另外於將軍澳綫通車後，由於觀塘綫由油塘站開往藍田站方向的路段是跨越備用行車隧道上方，加上要遷就觀塘綫及將軍澳綫在油塘站的走綫，導致靠近藍田站的一段被設計為下坡的急彎路段。因此列車由油塘站開往藍田站時，駛至路段一半時會減速行駛，惟列車減速下坡前甚少有廣播提醒乘客緊握扶手。

### 出入口
藍田站設有5個出入口，當中A、B出口橫跨鯉魚門道，分別連接啟田道及藍田公共運輸交匯處；而D1、D2出口則鄰近滙景花園。
由於藍田站與位於藍田區內的啟田道住宅區有一定距離，當時地鐵公司決定與藍田站上蓋物業滙景廣場發展商長江實業合作興建行人通道連接藍田站大堂與位於啟田道的A出口，該行人通道先以屬車站範圍的密封天橋由藍田站大堂跨過鯉魚門道、再穿過私人物業滙景廣場第L3–L4層中庭的扶手電梯，然後沿兩組屬車站範圍的特長扶手電梯到達啟田道一帶。這種需要取道非車站範圍的商場通道方可進出車站之設計為香港首創。而滙景廣場第L4層中庭至啟田道之間不設任何升降機、樓梯及無障礙設施，而過往亦曾有長期病患者及地區人士批評港鐵多年來以「地理所限」以及不屬港鐵管轄範圍為由拒絕在A出口增建無障礙設施。後來港鐵公司於2016年9月起提供連接藍田站C出口至啟田道的輪椅接駁車。
|                                         |                    | |      |
| 編號                                    | 指示               | 建議前往的目的地 | 圖片 |
| · （啟田道）                            | 啟田道             | 啟田道、Nord Anglia 國際學校、基督教家庭服務中心德田幼稚園／幼兒園、基督教宣道會藍田堂、基督教勵行會、五邑司徒浩中學、興田邨、康雅苑、康栢苑、康田苑、康盈苑、康逸苑、啟田邨、啟田商場、啟田大廈、藍田（西區）社區中心、藍田綜合大樓、藍田邨、藍田循道衛理小學、藍田公園、藍田分科診療所、藍田配水庫遊樂場、藍田（南）體育館、鯉安苑、安田邨、平田邨、聖公會李兆強小學、聖公會德田李兆強小學、耆康會馮堯敬夫人護理安老院、聖公會基孝中學、聖愛德華天主教小學、聖保祿女子中學、德田邨、德田廣場 |      |
| · （滙景廣場）                          | 啟田道             | 啟田道、Nord Anglia 國際學校、基督教家庭服務中心德田幼稚園／幼兒園、基督教宣道會藍田堂、基督教勵行會、五邑司徒浩中學、興田邨、康雅苑、康栢苑、康田苑、康盈苑、康逸苑、啟田邨、啟田商場、啟田大廈、藍田（西區）社區中心、藍田綜合大樓、藍田邨、藍田循道衛理小學、藍田公園、藍田分科診療所、藍田配水庫遊樂場、藍田（南）體育館、鯉安苑、安田邨、平田邨、聖公會李兆強小學、聖公會德田李兆強小學、耆康會馮堯敬夫人護理安老院、聖公會基孝中學、聖愛德華天主教小學、聖保祿女子中學、德田邨、德田廣場 |      |
| 出口 · B · 盲道标志                     | 藍田公共運輸交匯處 | 藍田公共運輸交匯處、入境事務處、觀塘游泳池、匯景廣場 |      |
| 出口 · C · 无障碍通道标志               | 鯉魚門道           | 鯉魚門道 |      |
| [ 註 4 ] [ 註 5 ]                       | 滙景花園           | 車路士足球學校（香港）、香港復康會藍田中心、香港紅十字會雅麗珊郡主學校、KOKO HILLS、麗港城、麗港公園、麗港城商場、尤德夫人分科診所、茜草灣鄰里社區中心、茜草灣遊樂場、茜發道網球場、容鳳書紀念中心 |      |
| 出口 · D · 2 · 扶手电梯标志             | 滙景花園           | 匯景花園、路德會長者中心（恩景軒） |      |
| 註： 設有 \| 設有 \| 設有 \| 設於同一層 |                    | |      |

- 滙景廣場第L3層中庭，乘客需要穿越滙景廣場才能往返藍田站大堂及A出口所在的啟田道（2025年1月）
- A出口特長扶手電梯（2025年1月）
- B出口行人通道（2025年1月）

## 歷史

地底集體運輸系統路線圖1967年建議方案。圖中「觀塘村」即今之藍田站

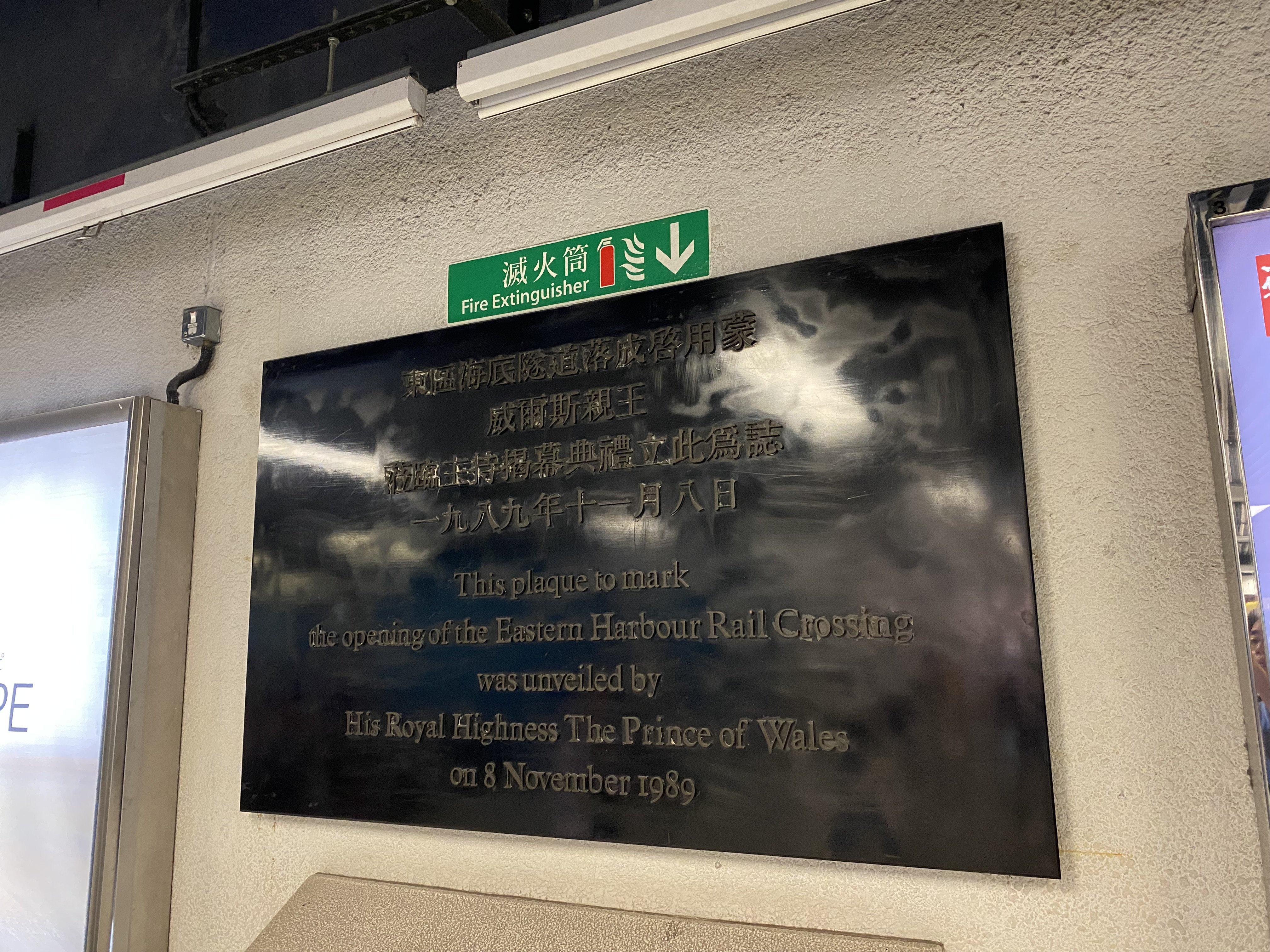
位於大堂內的東區海底隧道通車紀念牌匾

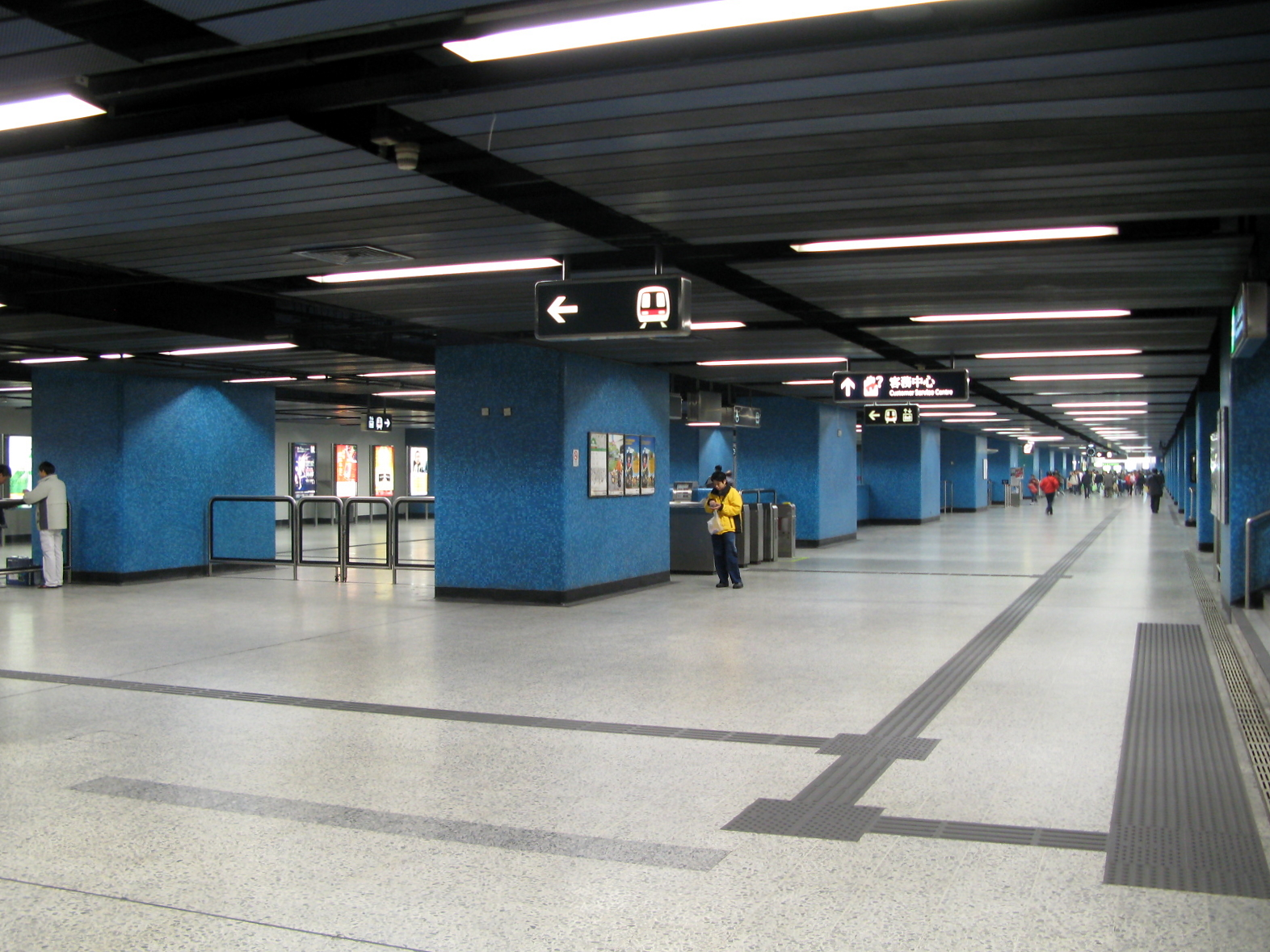
翻新前的車站大堂（2009年1月）

### 命名及選址
在香港地鐵規劃「早期系統」時，離開觀塘站後下一站為觀塘村站（英語：Kwun Tong Tsuen Station），服務現時蓝田站周邊地區，得名自附近的觀塘政府廉租屋邨（後易名觀塘（鯉魚門道）邨，拆卸重建成現時的鯉安苑）。車站選址鄰近鯉魚門道的空置校舍，該校舍於1976年已被徵用。但隨着前地鐵早期系統規模縮減，上行終點站則縮短至觀塘站。
直到1985年，日中財團投得行車鐵路兩用的東區海底隧道專營權，觀塘綫得以伸延至港島的鰂魚涌站，而走綫之間亦增設藍田站以服務藍田一帶的居民。
藍田站於1986年6月7日動工，卻未有在1989年8月6日隨東區海底隧道鐵路部分通車而開放，直至三日後才正式啟用。
藍田站於1989年8月9日啟用。然而在同日下午，車站月台路軌附近有水管爆裂，導致兩側月台路軌水浸，列車在駛經藍田站時需要慢駛，結果在翌日（1989年8月10日）前地鐵公司再一次派發單程票給予乘客，前後總共派了三天，以作補償乘客的損失及重新安排通車日期，翌日藍田站重開。最終藍田站於同年11月8日才再度重新舉行啟用儀式，並由當日時任英國皇儲查理斯王子（即英國國王查理斯三世）及戴安娜王妃在藍田站舉行開幕儀式，揭開車站啟用紀念牌匾。

### 車站擁有權
在1989－2008年間，由於地下鐵路公司（2000年改組為地鐵有限公司，即今香港鐵路有限公司）接受日中財團提出以民間興建營運後轉移模式（BOT，建造－營運－移交）形式建東區海底隧道至觀塘路段，故通車後藍田站連上蓋項目滙景花園擁有權屬於東區海底隧道有限公司。根據當時的安排，地下鐵路公司雖然並未負擔東隧和此站的建築費用，但需每半年繳交一次隧道費及藍田站租金予東隧公司，直至2008年鐵路隧道部分及藍田站專營權屆滿並移交香港政府為止，之後繼續由政府徵收此項租金。但因2000年地鐵有限公司上市，政府遂與東隧公司簽訂補充協議，東隧的鐵路隧道及車站擁有權於專營權屆滿後，以一千港元的象徵式代價，經由地政總署移交予地鐵公司（今稱港鐵公司），而非移交香港政府。

### 藍田站後備行車隧道
在興建將軍澳綫之前，原本於觀塘綫的列車由藍田站開往鰂魚涌站方向時，會有一小段的晒草灣露天路段才進入東區海底隧道，但是後來該露天路段因為2002年將軍澳綫通車而改為備用路段，並命名為藍田站後備行車隧道，以供工程車或車務調動使用。另外，當將軍澳綫未能提供過海服務時，觀塘綫列車可利用此隧道提供有限度的過海服務（如2013年12月16日，將軍澳綫電力故障導致全綫暫停服務，港鐵安排觀塘綫部分班次通過該路段以北角為終點站）。

### 更換升降機
藍田站連接大堂及月台的原有升降機屬舊式油壓型號，港鐵已於2023年4月停用該升降機，以便更換成較新型號，並於2024年4月重投服務。

### 事件

#### 反修例示威者破壞

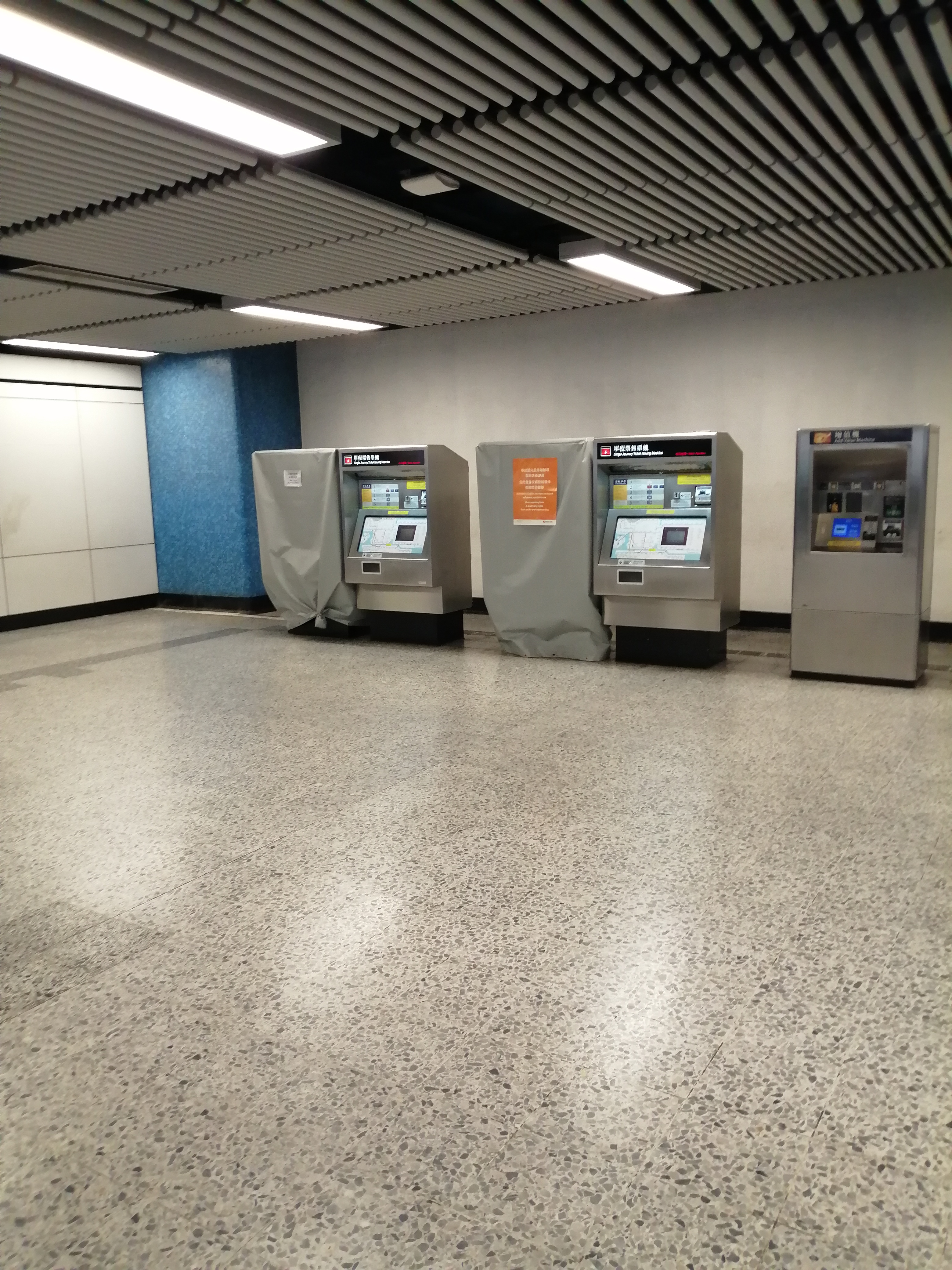
藍田站遭到反修例示威者破壞的售票機

- 2019年8月24日上午約10時30分，港鐵宣佈因應當天觀塘區遊行，故藍田站於當天中午12時正起關閉，直至當日晚上11時45分回復正常服務[22]。
- 2019年9月1日晚上，藍田站有多部票務設備及一部電視遭到反修例示威者破壞[23]。
- 2019年10月1日約晚上9時08分，港鐵因應反修例示威者破壞而宣佈關閉藍田站[23]。
- 2019年10月4日晚上約9時48分，因車站受到反修例示威者攻擊，已啟動車站疏散程序，車站臨時關閉，港鐵宣佈觀塘綫所有車站暫停服務。而連接匯景廣場第L4層至啟田道的A出口通道亦封閉直至翌日下午約3時。而次日港鐵則宣佈觀塘綫全綫暫停服務[24]。
- 2019年10月13日晚上約8時52分，港鐵因應反修例示威者破壞而宣佈關閉藍田站[25]。
- 2019年11月12日約晚上10時28分，港鐵表示因車站受到反修例示威者攻擊，尤其藍田站A出口被示威者破壞，故港鐵啟動車站疏散程序，車站臨時關閉，期間列車不停藍田站。而匯景廣場第L4層至啟田道的A出口通道封閉直至同月23日[26][27]。

### 引用
1. 1 2 3 4   (PDF). 港鐵公司.   [2020-02-20]. （原始内容存档 (PDF)于2020-09-26）.
2. ↑  . 港鐵. 港鐵公司.   [2020年2月29日]. （原始内容存档于2020年2月21日） （中文（繁體））.
3. ↑  . 港鐵網頁. 港鐵公司.   [2016年9月26日]. （原始内容存档于2016年8月26日） （中文（繁體））.
4. ↑  . 東網.   [2020-09-09]. （原始内容存档于2019-06-19）.
5. ↑  . 東網.   [2020-09-09]. （原始内容存档于2022-05-11）.
6. ↑  .   [2020-09-09]. （原始内容存档于2021-06-24）.
7. ↑  . 蘋果日報. 2020-06-06.[]
8. ↑  . 蘋果日報.   [2020-09-09]. （原始内容存档于2021-06-21）.
9. ↑  . 東網.   [2020-09-09]. （原始内容存档于2022-04-05）.
10. ↑  . 香港特別行政區政府. 港鐵公司.   [2018年7月11日]. （原始内容存档于2022年4月4日） （中文（繁體））.
11. ↑  . 東網. 2015-03-18.
12. ↑  . 香港01. 2016-09-11.
13. ↑  藍田站出口指示牌
14. ↑  . 大公報. 1985-12-06  [2024-05-18].
15. ↑  . 大公報. 1989-08-05  [2024-05-18].
16. ↑  . 大公報. 1989-08-10.
17. ↑  . 大公報. 1989-08-10.
18. ↑  . 大公報. 1989-11-09.
19. ↑  . 華僑日報. 1989-11-09.
20. ↑  . 東方日報 (香港). 2010-05-24  [2012-01-05]. （原始内容存档于2010-05-26）.
21. ↑   (PDF).   [2022-04-23]. （原始内容 (PDF)存档于2021-12-07）.
22. ↑  . 明報. 2019-08-24  [2019-08-24]. （原始内容存档于2019-09-14）.
23. 1 2  . 東網. 2019-10-01  [2019-10-01]. （原始内容存档于2020-04-05）.
24. ↑  . 東網. 2019-10-04  [2019-10-04]. （原始内容存档于2020-04-05）.
25. ↑  . 東網. 2019-10-13  [2019-10-13]. （原始内容存档于2020-04-05）.
26. ↑  . 余忠豪. 2019-10-05  [2020-02-17].
27. ↑  . 明報. 2019-11-12  [2019-11-12]. （原始内容存档于2019-11-12）.

## 外部連結
- 港鐵公司－藍田站街道圖 （页面存档备份，存于）
- 港鐵公司－藍田站位置圖 （页面存档备份，存于）
- 港鐵公司－藍田站列車服務時間 （页面存档备份，存于）